# 周濃
周濃（1992年7月15日—），臺北人。自2014年開始參與各大平面雜誌、MV、廣告的拍攝，也參與了許多國際彩妝保養品牌發表會與活動。2018年起，陸續於網路音樂平台 StreetVoice 街聲 上傳自創作品。

## 作品

### MV
- 2012年周杰倫 - 公主病
- 2013年付辛博 - 這一刻愛吧
- 2013年Nora Says - Baby
- 2018年Higher brothers - 狡辯
- 2019年傻子與白痴 - 流離的時間與流離的妳
- 2021年原子邦妮 - 清晨五點

### 廣告作品
- 2013潘婷洗髮精廣告
- 2017歐蕾保養品短片
- 2018 樂事洋芋片-撩妹新招 這樣也可以脫單！？篇
- 2018 UNI WATER水廣告-春夏限定色篇
- 2018台塑生醫抗屑洗髮精廣告

### 平面雜誌
- Vogue國際中文版-服裝單元
- VogueXsamsung廣編
- VogueXNike別冊
- 壹週刊-鐘錶、服裝、彩妝單元
- Elle-珠寶廣編
- 大美人雜誌
- 女人我最大雜誌

## 外部連結
- 周濃官方Facebook粉絲專頁
- 周濃的Instagram帳戶
- 周濃官方StreetVoice頻道 （页面存档备份，存于）
- 周濃官方YouTube頻道